# Kielgasten
Kielgasten er et dansk album af Kim Larsen & Bellami fra 1989. Tillige blev der i forbindelse med pladen lavet en musical med albummets sange, der blev opført på Privat Teatret i København i 1989-1990.
Albummet er opkaldt efter spillestedet Kielgasten i Holstebro. Det havde indtil 2007 solgt 301.000 eksemplarer.

## Spor
| 1. | "Til dem"                   |                                       | Kim Larsen           | 2:02 |
| 2. | "De Fortabtes Avenue"       | Larsen                                | Larsen               | 3:08 |
| 3. | "Kielgasten"                | Larsen, Erik Clausen, Mogens Mogensen | Leadbelly            | 2:32 |
| 4. | "Flyvende sommer"           | Larsen, Clausen, Mogensen             | Larsen               | 2:58 |
| 5. | "La det rocke la det rulle" | Larsen, Clausen, Mogensen             | Larsen               | 3:04 |
| 6. | "Dengang da jeg var lille"  | Larsen                                | Larsen               | 2:16 |
| 7. | "Se min dukke"              | Larsen, Bellami                       | Larsen               | 2:33 |
| 8. | "Flyvere i natten"          | Larsen, Clausen, Mogensen             | Larsen, Henning Pold | 2:53 |

| 9.  | "Kommunardernes sang"  | Larsen, Clausen, Mogensen | Larsen                  | 2:56 |
| 10. | "Baby, please"         | Larsen, Clausen, Mogensen | Larsen                  | 3:13 |
| 11. | "Soldaterkammerat"     | Larsen, Clausen, Mogensen | Larsen, Pold, Hans Fagt | 3:36 |
| 12. | "Pianomand"            | Larsen                    | Trad.                   | 2:31 |
| 13. | "Frit fald"            | Larsen, Clausen, Mogensen | Larsen                  | 2:17 |
| 14. | "Himlen"               | Larsen, Clausen, Mogensen | Larsen                  | 3:12 |
| 15. | "Den allersidste dans" | Børge Müller              | Kai Normann Andersen    | 2:45 |

## Hitlister
| Hitliste (1989)  | Højeste placering |
| ---------------- | ----------------- |
| Danmark (IFPI)   | 1                 |
| Norge (VG-lista) | 3                 |

## Musicalen Kielgasten
Forestillingen Kielgasten er døbt efter albummet af samme navn. Kim Larsen spiller antihelten "Butcher", mens Allan Olsen og Erik Clausen indtager en slags klovneroller. Musicalen beskrives fra anmeldersiden som en blanding af en gammel dansk teaterperle og et freak show fra 1990. Musicalen er indspillet på film og udgivet i 1990 som Kielgasten.

### Medvirkende skuespillere
- Kim Larsen
- Erik Clausen
- Ann Hjort
- Allan Olsen
- Leif "Sylvester" Petersen
- Donald Andersen
- Annika Hoydal